# Février 1815

## Événements
- 6 février : la New Jersey Railroad Company (en) accorde une charte pour ériger un chemin de fer. C'est le premier projet de chemin de fer aux États-Unis, mais il ne sera jamais construit dû à une incapacité d'attirer les investisseurs financiers.

- 7 - 12 février, guerre de 1812, dans le sud des États-Unis : les Britanniques s’emparent de Fort Bowyer, fort américain érigé dans l'embouchure du fleuve Mobile.

- 8 février : interdiction du commerce des esclaves par les puissances européennes réunies à Vienne grâce à l’intervention de Castlereagh[1]. Les navires de guerre français et britanniques sont autorisés à intercepter les navires suspects, à les contrôler et à juger et condamner, pour piraterie, les équipages des bateaux négriers. La traite persiste cependant.

- 17 février : le traité de paix de Gand entre les États-Unis et le Royaume-Uni est ratifié.

- 18 février : à Ceylan, les Britanniques défont le roi de Kandy Sri Vikrama Rajasinha, affaibli par la fronde d’une fraction de l’aristocratie contre la monarchie passée aux mains d’une dynastie originaire du sud de l’Inde. Ils s’emparent de l'île après la signature de la convention de Kandy, le 2 mars (fin en 1816)[2].

- 20 février : la frégate américaine USS Constitution capture la frégate britannique HMS Cyane à l'est de Madère[3].

- 26 février : Napoléon quitte l'Île d'Elbe à bord du brick l'Inconstant[4].

- 27 février, États-Unis : Andrew Jackson reçoit les Thanks of Congress.

## Naissances
- 8 février : Auguste Lacaussade, poète français († 1897).
- 12 février :
  - Edward Forbes (mort en 1854), naturaliste britannique.
  - Pierre Manguin (mort en 1869), architecte et archéologue français.
- 18 février: Henri Leys, peintre et graveur belge († 26 août 1869).
- 20 février : 
  - Louis Le Chatelier (mort le 10 novembre 1873), ingénieur français
  - Frédéricq de Bourdeau d'Huy (mort le 14 octobre 1894), homme politique belge
- 21 février : Jean-Louis-Ernest Meissonier, peintre français.

## Décès
- 4 février : Jacob van Strij, peintre néerlandais (° 2 octobre 1756).
- 22 février : Smithson Tennant (né en 1761), chimiste anglais, découvreur de l'iridium et de l'osmium.
- 24 février : Robert Fulton (né en 1765), ingénieur américain.